# رمی (اکلاهما)
رمی(به انگلیسی: Remy) شهری در ایالت اکلاهما کشور ایالات متحده آمریکا است که جمعیت آن در سرشماری سال ۲۰۱۰ میلادی، ۵۶۲ نفر بوده‌است.